# 2006年第二E号热带低气压
第二号热带低气压（英語：Tropical Depression Two-E）是2006年6月初形成的一场持续时间较为短暂的热带气旋，在墨西哥西南部产生暴雨，是2006年太平洋飓风季形成的第二个热带低气压，也是这年6月东北太平洋仅有的热带气旋。系统源于6月3日的一股东风波，起初向东北方向移动，对墨西哥米却肯州和格雷罗州构成威胁，而且有达到热带风暴强度的可能。但是，气旋强度一直没有超过热带低气压标准，并因风切变以及同陆地间的相互影响而减弱，最终在距墨西哥海岸线不远处完全消散。系统在阿卡普尔科产生486毫米雨量，引发泥石流和洪灾。共有42幢房屋被淹，72人被迫离开家园，但没有出现人员丧生的报道。

## 气象历史
第二号热带低气压源自2006年5月下旬墨西哥南面近海的一股东风波。东风波关联有对流区，美国国家飓风中心认为外界环境有利于热带气旋发展。系统得到热带辐合带强化并向北飘移，其东侧和西侧有反气旋存在。6月1日，对流变得更加集中，到次日清晨已发展成低气压区，并开始稳步向西北方向移动。
系统北面的上层反气旋令外界环境有利于热带天气系统发展，对流逐渐组织成带状特征。系统还发展出良好的外流，不过表面环流起初相对热带气旋而论还过于拉长。6月3日清晨，附近的反气旋向东北方向移动，令系统上空的风切变增多，组织结构受到影响。不过，环流中心上空的对流有所增长，气旋发展出足够有组织的对流和闭合表面环流，促使美国国家飓风中心于协调世界时6月3日下午15点将位于格雷罗州锡瓦塔内霍西南方向约240公里洋面的系统归类为第二号热带低气压。
成为热带气旋后，低气压因与陆地相互作用，还受到风切变的不利影响导致无法显著增强。系统稳步向东北方向移动，其中心因距海岸线较近而难以确定方位。不过，气旋的整体结构在短时间内呈现改善迹象，气象部门预计低气压会达到热带风暴强度。6月4日清晨，对流已大幅减弱，环流中心部分暴露出来。持续存在的风切变将大部分关联雷暴活动带到墨西哥西南沿海地区，但低气压的中心仍然位于海上。6月4日下午，系统从阿卡普尔科以南近海掠过，在此期间环流加速同深层对流分离。6月5日凌晨，系统的环流已经消散，其残留随后进入陆地上空。

## 防灾措施和影响

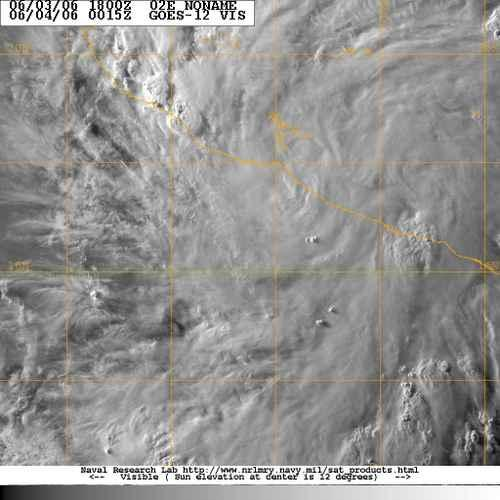
第二E号热带低气压在墨西哥西南部附近时的卫星图像

由于气象机构不能确定热带低气压是否会达到热带风暴标准，墨西哥政府向米却肯州蓬塔圣特尔莫（Punta San Telmo）到格雷罗州阿卡普尔科之间地区发布热带风暴警告。墨西哥国家气象局向哈利斯科州、科利马州、米却肯州、格雷罗州和瓦哈卡州发布暴雨公告，还指出风暴有可能引发洪灾和泥石流。政府官员在相应地区共计开设了21个避难所。
热带低气压在墨西哥西南海岸沿线产生暴雨，阿卡普尔科的48小时雨量达486毫米。格雷罗雷和瓦哈卡州大部分地区的降雨量在50毫米以上，引起山洪爆发和多起泥石流。气旋导致约40套房屋部分被淹，共有72人被迫离开家园。洪水将阿卡普尔科街头巷尾的垃圾冲到海滩上，格雷罗州其他地区还有多条高速公路因洪水和泥石流被迫封闭，导致数十辆车被困，还有一幢监狱的围墙因降雨倒塌。降雨导致阿卡普尔科部分树木倒塌，多条输电线缆中断，导致停电之余，还有变压器爆炸引发的火灾。不过，没有报道表明气旋有引起任何人员伤亡。